# تکیه ته باغ لله
تکیه ته باغ لله مربوط به دوره قاجار است و در کرمان، خیابان شریعتی، کوچه شماره ۱۳ واقع شده و این اثر در تاریخ ۲۲ مرداد ۱۳۸۴ با شمارهٔ ثبت ۱۳۰۶۷ به‌عنوان یکی از آثار ملی ایران به ثبت رسیده است.در این مکان مراسم مذهبی محرم و عزاداری برگزار می گردد.